# Lucio Domicio Enobarbo (cónsul 54 a. C.)
Lucio Domicio Enobarbo (en latín, Lucius Domitius Cn. F. Cn. N. Ahenobarbus) fue un destacado miembro del Senado romano que ocupó el consulado en el año 54 a. C..

## Orígenes y familia
Perteneciente a la clase ultraconservadora del Senado, los optimates (los "hombres excelentes"), de la época final de la República romana, fue enemigo de Julio César. Era hijo de Cneo Domicio Enobarbo, que fue pontifex maximus y pertenecía a una de las más prolíficas familias en cuestión de proporcionar magistrados al Senado, la gens Domicia. 

## Carrera política
Es mencionado por primera vez en el año 70 a. C. por Cicerón, que le menciona como testigo en el caso contra Cayo Verres. En 61 a. C. fue edil curul, y organizó unos juegos memorables, en los que desfilaron cientos de leones de Numidia y que duraron tanto que los asistentes se vieron obligados a ausentarse de los mismos antes de que acabasen para ir a comer, siendo esa la primera vez que era necesario. Esta pausa recibiría en adelante el nombre de diludium.
Se casó con Porcia, hermana de Marco Porcio Catón el Joven, y durante su periodo en el cargo de edil apoyó a este en sus acusaciones contra Cneo Pompeyo Magno de haber ofrecido sobornos en las elecciones para adquirir votos en favor de Lucio Afranio. Sus opiniones políticas coincidían con las de Catón, y durante toda su vida sería uno de los principales apoyos del partido aristocrático. Se opuso de forma activa a las medidas de Julio César y Pompeyo, y en 59 a. C. fue acusado por Vetio, a instigación de César, de haber sido cómplice en una conspiración contra la vida de Pompeyo.
Enobarbo fue pretor en 58 a. C. y propuso abrir una investigación sobre la validez de las leyes de los años anteriores pero el Senado rechazó sus propuestas. Se presentó como candidato al consulado en 55 a. C., amenazando que en su consulado se encargaría de ejecutar las medidas propuestas durante su cargo como pretor, y que quitaría a César la provincia que gobernaba, pero fue derrotado por la candidatura de Pompeyo y de Craso. El día de las elecciones fue expulsado del Campo de Marte por la fuerza. Se volvió a presentar al año siguiente y César y Pompeyo, cuyo poder se había establecido firmemente gracias a su alianza política, no se opusieron. Fue elegido finalmente cónsul para ese año,  54 a. C., junto con Apio Claudio Pulcro, un político de la facción de Pompeyo. Durante su consulado no fue capaz de desarrollar ninguna política contra César y Pompeyo, que ese año estuvieron involucrados en un escándalo electoral. No fue enviado a ninguna provincia a la finalización de su consulado, pero a medida que la amistad entre César y Pompeyo comenzaba a erosionarse, se fue aliando cada vez más con el segundo.
En 52 a. C. Pompeyo lo hizo elegir cuestor y en ese cargo presidió el juicio contra Tito Anio Milón, por el asesinato de Publio Clodio Pulcro, según aparece en el resumen de Asconio de la obra Pro Milone de Cicerón. Durante los siguientes dos o tres años, durante la estancia de Cicerón en Cilicia, la información que tenemos del personaje deriva principalmente de las cartas dirigidas por su enemigo Celio a Cicerón. En 50 a. C. sería candidato para ocupar una vacante del colegio de augures tras la muerte de Quinto Hortensio, pero fue derrotado por Marco Antonio, el cual tenía el apoyo de César.
Fue designado por el Senado para sustituir a Cayo Julio César en el gobierno de la Galia, y cuando César atravesó el Rubicón y comenzó la segunda guerra civil, Lucio Domicio Enobarbo fue uno de los pocos miembros del partido aristocrático que intentó hacerle frente de inmediato. Mandó las tropas de Cneo Pompeyo Magno en Corfinium, unas veinte cohortes, y se opuso a la llegada de César esperando ser apoyado por Pompeyo. Sin embargo, cuando este no hizo nada por ayudarle se vio obligado por sus propias tropas a rendirse a César. Sus soldados se pasarían al ejército de César, y César permitió marchar a Enobarbo sin que este recibiese daño alguno (un acto de clemencia que este no esperaba). Sus sentimientos hacia César no cambiaron, pero estaba tan ofendido por la conducta de Pompeyo que no se unió a él de manera inmediata. Se retiró durante un corto espacio de tiempo en Etruria, y después navegó hacia Massilia, que se había declarado aliada de Pompeyo, con el fin de organizar su defensa. Sus habitantes le nombraron gobernador y luchó duramente contra César, pero la ciudad finalmente cayó en su poder. Enobarbo logró escapar en uno de los pocos navíos que lograron atravesar el bloqueo.
Desde ahí, Enobarbo se dirigió a reunirse con Pompeyo en Tesalia y propuso que una vez acabada la guerra, todos los senadores que hubieran permanecido neutrales fuesen llevados a juicio. Cicerón, a quien acusó de cobardía, no se amedrentó por ello. Enobarbo murió justo después de la batalla de Farsalia, en 48 a. C., en la que comandó el ala izquierda del ejército frente a Publio Cornelio Sila y que finalizó con la victoria de César frente a los pompeyanos. Según el relato de Cicerón en su Segunda Filípica contra Marco Antonio, habría sido este quien personalmente acabase con la vida de Enobarbo.
Lucio Domicio Enobarbo fue una persona con una gran energía y carácter, que permaneció fiel a sus principios políticos aunque no tuvo escrúpulos a la hora de elegir los medios con los que defenderlos.
El poeta Marco Anneo Lucano hace de Lucio Domicio Enobarbo uno de los personajes principales del libro séptimo de su Pharsalia, en el que le llama "Domicio". Es significativo porque es el único senador que murió apoyando a Pompeyo en Farsalia, y simboliza por ello la muerte de la República. Adicionalmente, Lucio Domicio Enobarbo es también el tatarabuelo del emperador Nerón, con quien comparte el nombre de nacimiento.

## Descendencia
Fue padre de Cneo Domicio Enobarbo, cónsul en 32 a. C.